# Calicles
Calicles (en griego: Καλλικλῆς / c. 484 - finales de siglo V a. C.) fue un filósofo político ateniense más recordado por su papel en el diálogo Gorgias de Platón, donde se presenta como un defensor del realismo político o Realpolitik.
Calicles es representado como un joven estudiante del sofista Gorgias. En el diálogo llamado así por su maestro, Calicles discute la posición de un amoralista oligárquico, afirmando que es natural y justo que los fuertes dominen a los débiles y que es injusto que los débiles se resistan a tal opresión. Afirma que las instituciones y el código moral de su tiempo no fueron establecidos por los dioses, sino por humanos que naturalmente cuidaban sus propios intereses.
Al contrario de lo que ocurre con muchos personajes de los diálogos platónicos, no parece que haya existido realmente. A pesar de las escasas fuentes supervivientes de su pensamiento, sirvió como influencia para los filósofos políticos modernos, en particular a Friedrich Nietzsche.

## Calicles en elGorgiasde Platón
Calicles es un personaje de Platón en su diálogo Gorgias.
En el Gorgias, Calicles defendía el derecho natural, y afirmaba que naturaleza (physis) y ley (nómos) son totalmente opuestas, aunque no deberían. Así, defiende la ley natural del más fuerte, en oposición a las leyes artificiales existentes que protegen a los débiles. La teoría de la fuerza alcanza su formulación más descarada, convertida en ley, el individuo no usa su fuerza en beneficio de la ciudad sino en su propio provecho.
Define la Ley como la máxima injusticia contra la naturaleza. La ley no somete al más débil frente al más fuerte. La ley tiende a igualar al hombre. Es bueno lo que satisface al individuo puesto que encarna la posición más radical en la concepción de la nueva ley. En él la discusión entre nómos y physis llega a una oposición irreconciliable.
En la teoría de Calicles, presente en el discurso del Gorgias, acaba atisbándose una breve aproximación a la concepción socrática (puesto que es Sócrates quien dialoga con Calicles) de que es preferible sufrir injusticia a cometerla. El motivo se encontraría en la doctrina del esencialismo socrático, y su afán por considerar cualquier error una "falta de conocimiento" que debería solucionarse a través de la mayéutica. Esta falta de conocimiento radica, en este caso, sobre el conocimiento de la Justicia; un concepto discutido a lo largo de toda la Grecia clásica. Así pues, quien obra injustamente desconoce la justicia, y quien recibe la injusticia no tiene por qué no conocerla, "ergo" se torna en positivo el recibir injusticia y en negativo el cometerla, dentro de los márgenes discursivos enunciados a lo largo del diálogo.